# Carlotta Maggiorana
Carlotta Maggiorana, född 3 januari 1992 i Montegiorgio, Fermo, är en italiensk skådespelerska och fotomodell som 2018 korades till Miss Italien.
Hon är den första gifta kvinnan att vinna Miss Italien.

## Filmografi

### Film
- The Tree of Life, regisserad av Terrence Malick (2011)
- I soliti idioti - Il film, regisserad av Enrico Lando (2011)
- I 2 soliti idioti, regisserad av Enrico Lando (2012)
- Un fantastico via vai, regisserad av Leonardo Pieraccioni (2013)

### Television
- S.P.A. – sitcom (2012)
- L'onore e il rispetto - Ultimo capitolo – serie TV (2017)